# Георги Тоцев
Георги Тоцев е български революционер, войвода на чета на Вътрешната македоно-одринска революционна организация.

## Биография
Тоцев е роден във воденското село Саракиново, което тогава е в Османската империя, днес Саракини, Гърция. През Илинденско-Преображенското въстание е войвода на чета и се сражава край воденските села Техово и Нисия.
Кирил Пърличев пише за него: 
| „ | Макар и с едно око, той работи години наред в района и преди 1903 г. Беше изпълнителен и смел. Притежаваше обаче и някои отрицателни качества. | “ |

Срещу Тоцев се отправят редица оплаквания, заради което получава присъда от местния комитет, останала неизпълнена по решение на Даме Груев. 
Георги Тоцев е арестуван през есента на 1904 година от Васил Гърков и други четници на Апостол войвода. Апостол го предава на Даме Груев, който го изпраща в София. В Свободна България се занимава с млекопроизводство. 
Умира на 1 януари 1943 година в София.